# Gérouville
Gérouville (en gaumais Djèrouvile) est une section et un village de la commune belge de Meix-devant-Virton située en Région wallonne dans la province de Luxembourg. La section comprend les localités de Gérouville, Limes et La Soye.

## Géographie
Ce gros village se trouve en Gaume, à mi-chemin entre Florenville et Virton. Il est traversé par la route nationale 88 reliant Florenville et Athus (Aubange). La Thonne (ou Tone), un affluent de la Chiers, prend sa source au sud.

## Démographie
- Source: INS recensements population

## Histoire
La localité a une très ancienne histoire. En 1258, par une charte accordée conjointement par Henri de Bouillon, abbé d’Orval (propriétaire des lieux) et Arnould, comte de Chiny, un bourg nouveau est créé au lieu-dit Gérousart, dans la forêt d’Ardenne. Il reçoit le titre de ville (Gérouville) qu’il perdra lorsque ces libertés moyenâgeuses seront supprimées (en 1793).
Gérouville fut ensuite une commune belge à part entière jusqu’à la fusion des communes de 1977.
Lors de la Seconde Guerre mondiale, au cours de la Bataille de France, Gérouville est prise le 12 mai 1940 par les Allemands de l'Aufklärung-Abteilung 68, unité de reconnaissance de la 68. Infanterie-Division.

### 750 ans
En 2008, afin de fêter les 750 ans du village, un verre commémoratif d'Orval a été créé, la série étant limitée à 5 000 pièces. Plusieurs manifestations ont eu lieu cette année (pièces de théâtre, théâtre de rue, vols en montgolfière…). Un pâté gaumais de 100 cm de diamètre a également été préparé grâce à la collaboration du boulanger et du boucher du village.

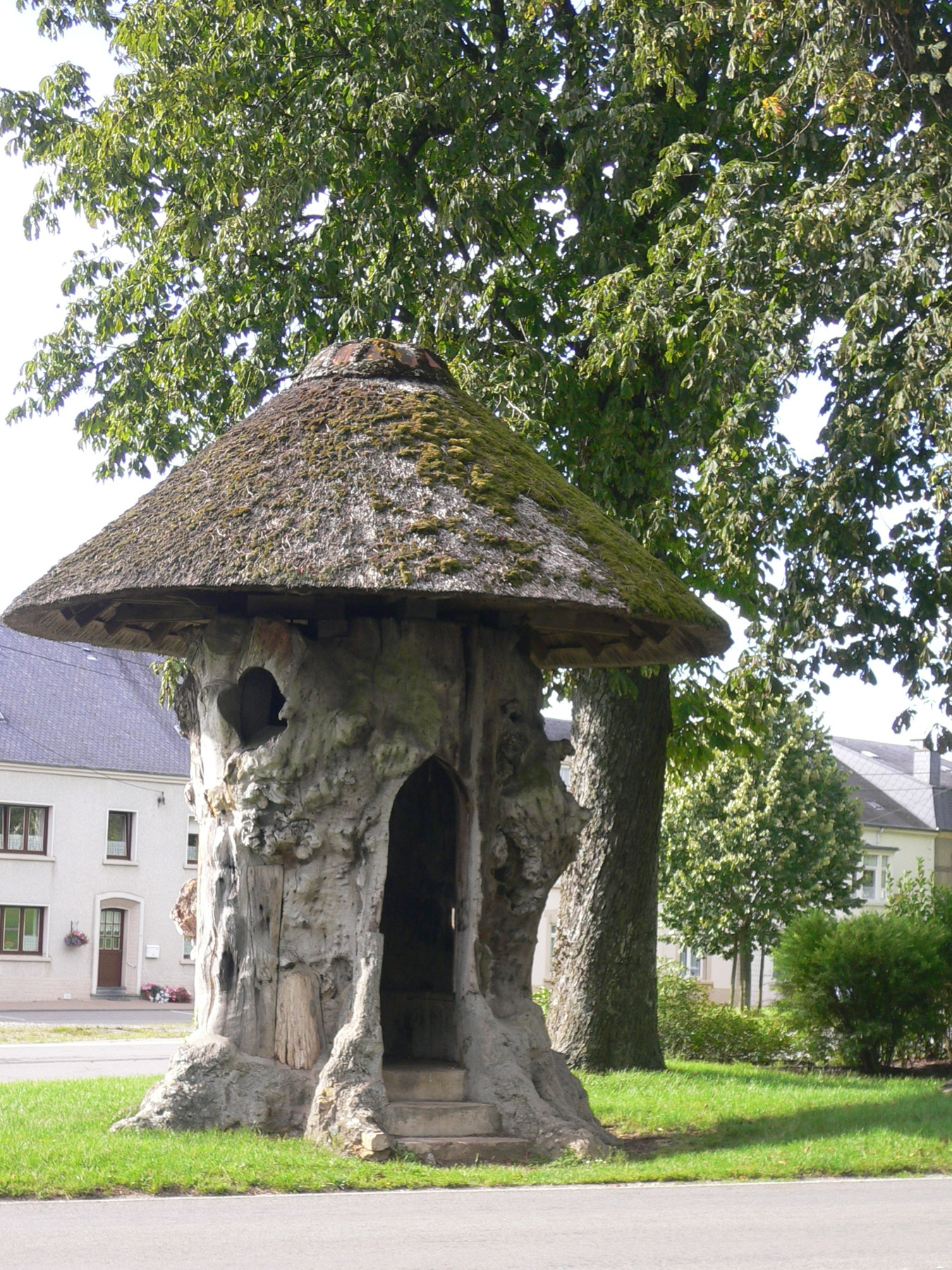
« Le Tilleul » devenu aubette

## Patrimoine et culture

### Patrimoine architectural et sites
L’église Saint-André, du XVIIe siècle, possède un mobilier fabriqué dans les ateliers d’Orval au XVIIIe siècle. Le presbytère et l’ancien four banal appartenaient également à l’abbaye.
Le monument dit « le tilleul » est en fait le tronc d’un arbre séculaire, planté lors de la création du bourg (1259), qui s’est abattu le matin du 8 février 1877. Ce qui reste du pied du tronc (14 mètres de circonférence) fut conservé par un particulier et récemment replacé comme monument au centre du village.